# 娜美
娜美是日本漫畫家尾田榮一郎所創作的日本漫畫《ONE PIECE》中的女主角，是男主角魯夫的第2位夥伴，草帽海賊團航海士。是位懂得製圖、精通氣象和航海的小偷，夢想是完成世界地圖。

## 設計
娜美（ナミ）的發音和日語的「海浪（なみ）」相同。角色脫胎自《ONE PIECE》的前身短篇漫畫《Romance Dawn》裡的角色安妮。歐

## 人物
娜美是主角蒙其·D·魯夫的第3位夥伴。初登場於橘子鎮（動畫版則是被亞爾麗塔搶劫的某艘客船），原海賊「惡龍海賊團」的測量士，因為魯夫等人抵達娜美的故鄉可可亞西村打敗惡龍後，她才「正式加入」草帽海賊團。
娜美特徵是橘色頭髮，和左肩的橘子風車狀刺青以及姣好的身材。初登場時蓄著短髮，「大事件」結束兩年後留著及腰長髮，身材變得更婀娜多姿、性感，打扮上較為開放。精通各種氣象學和航海術的知識，是個能精確畫出海圖的天才，但與一般航海士不同，特殊的體質可以讓她直接用身體感應到無前兆的旋風，擅長偷術、騙術、背叛、談判及威脅、恐嚇，頭腦聰明又機靈，是魯夫他們船上的司令塔。她能夠準確繪製海圖，技術水準勝過海軍。和草帽海賊團的歷險中，更是充分運用氣象學與航海技術幫助夥伴度過危機。
個性凶暴、自私、吝嗇，自喻最重要的是自己的性命，其次是金錢，其實內心非常溫柔、為他人著想、大方、對朋友忠誠，雖然膽小，但在伙伴遇到生命危险时也会毫不犹豫的站出来保护他们，尤其是別人用金錢威脅夥伴們的安全時，她立馬就選擇了夥伴。男性船員一旦做出無厘頭的事，就會被她臭罵乃至於痛扁一頓，但和同樣身為女性船員的妮可·羅賓則是相當要好。雖然不會使用霸氣，卻能將橡膠體質的魯夫揍到鼻青臉腫，不過有時也會表現出女性特有的溫柔（尤其對小孩子特別好），而且被小孩讚美的話會變得很開心，十分害怕幽靈妖怪和噁心的蟲類。
娜美有相當好的服裝品味及千杯不醉的酒量，喜歡金錢和橘子，夢想是能畫出全世界的航海圖。受到養母貝爾梅爾為了保護她而喪生的經歷影響，她對於幼年時期目擊母親遭人暗殺身亡的白星公主特別能感同身受。能為小孩子們鼓起勇氣，萌生出不遑多讓於養母的母性，與達斯琪立場雖是敵人，卻在善良的女海兵身上看到養母的影子，如今心裡依然緬懷貝爾梅爾。由於小時候的窮苦生活以及被惡龍脅迫的經歷，形成了典型的拜金主義性格，只要是關於錢的事，性格就會轉得特別快，為此擔任海賊團的財務總管，負責分配每個人的零用錢與阻止船員們做出過度鋪張浪費的行為。擅長家政類，會做一些家常菜，拿手料理為橘醬佐鴨胸肉但因為每次都要收不少費用，因此除非不得已，不然團員們很少要求她作飯，也會接受魯夫的請求幫忙修復與保管他的草帽。
在劇情裡，偶爾會做出不顧眾人眼光當場更衣裸露的行為。是草帽海賊團中最具權威的女性，同時也是唯一會駕駛空島交通空具威霸的藍海人。戰鬥時攻擊力雖然不強，但靠著極高的智慧和機巧運用天候棒來戰勝對手，尾田亦曾提到草帽海賊團如果是個大家族，娜美就是家中的長女。最愛的食物是橘子和各種水果，但是不喜歡吃加工過的，例如橘子果乾。娜美在羅賓印象中的花種代表為向日葵。娜美一天的睡眠時間為晚上11點到早上7點

## 能力
娜美初期的武器是普通的組合棍棒，在阿拉巴斯坦時首次使用由騙人布發明及製作的武器「天候棒」（クリマ･タクト，ClimaTact），外觀是藍色的三截式長棍，能吹出冷氣泡、熱氣泡及電氣泡來組成天氣。水之七島篇經騙人布透過導入空島的貝改良為「完全版天候棒」。「頂上戰爭」落幕後，娜美經過小空島維薩利亞氣象學者的指導，運用島上科技改良為「魔法天候棒」，能發出海市蜃樓、黑球、突風劍、熱卵、天侯蛋等多種物質。佐烏篇委託騙人布結合「POP GREEN」成長特性和佛朗基在外部加工，再度改良為進化版魔法天候棒，移除了過去的多截式結構，取而代之的是能隨著細微力道變化伸縮自如的機能，同時組合了維薩利亞的全部科學裝置，外觀則從天藍色變成橙色為底，手把部分為白色線條雙頭造型的魔法手杖，讓娜美攜帶方便且揮舞順手。
娜美以自己的氣象學知識，利用魔法天候棒引發一系列天氣現象來進行戰鬥，可以製造出如豪雨、海市蜃樓、龍捲風、閃電等攻擊。所使出的招式都以英語的氣象名詞來命名，如即英語的「雷電」，而即義大利語的「天氣」。
鬼魂島篇尾聲，娜美從翻滾海賊團船長暨四皇「BIG MOM」第23女羅拉手裡，取得帶有「BIG MOM」的靈魂之力，能制服「BIG MOM」創造的霍米茲的生命紙。圓蛋糕島事件裡被「BIG MOM」第3女亞蔓德取走部分生命紙後，娜美利用剩餘的「BIG MOM」生命紙的力量，加上提供天候棒的雷雲作為飼料，成功收服原屬於夏洛特·玲玲的雷雲霍米茲宙斯為己用，和之國篇宙斯和天候棒正式融合並重新命名為「綿綿」，令天候棒的威力獲得提升。

## 劇中表現

### 第一部
娜美出生於東海的歐伊科特王國，1歲時和姊姊虹子成為戰地孤兒一起被海軍士兵貝爾梅爾收養，三人如同真正的母女般生活在可可亞西村，起初娜美以為自己是被父母遺棄在橋下，後經由阿健解釋才得知了真相。自小展現出製圖天份，被惡龍海賊團的首領惡龍看上，惡龍將貝爾梅爾殺死、統治了可可亞西村，並脅迫娜美為其製圖。娜美向惡龍提出以製圖來賺取報酬，並以一億貝里買回可可亞西村，祈望自己能獨力拯救村子。為賺取這筆款項，娜美開始了她偷搶海賊寶物的生活；並自稱「專偷海賊寶物的小偷」。娜美在遇見草帽海賊團後，偷走了滿載寶物的前進梅利號並回到可可亞西村，為了追回娜美和船隻而來到可可亞西村的魯夫等人在得知娜美的過去後決定與惡龍海賊團為敵。在擊敗惡龍海賊團後，娜美正式成為草帽海賊團的航海士。
在阿拉巴斯坦篇及司法島篇，為了夥伴薇薇及羅賓分別與巴洛克華克的荊棘人Miss 雙手指和CP9的肥皂人卡莉法奮戰，雖然體術和能力上的不足讓其落了下風，但最後憑藉著機智及天候科學將兩人擊敗。在夏波帝諸島與夥伴分散的娜美來到利用科學研究天氣的空島國家「維薩利亞」，之後被住在島上的氣象學家哈雷達斯帶回住處療養。為了增強自身實力，待在當地學習氣象學，並向哈雷達斯請教天候知識。

### 第二部
抵達魚人島後，由於島上巨大泡膜內的激烈海流，娜美和夥伴再度分散。似乎原本是和羅賓、佛朗基一同行動，但3人又在佛朗基去尋找恩師湯姆的親人、羅賓去調查島上歷史的情況下分散，娜美到位於海星帕帕克住家一樓的服飾店購買衣服，卻對價格過於昂貴感到不滿，此時帕帕克與魯夫等人來到店裡和她會合，並且以感謝兩年前魯夫等人救了他們為由，允許他們任意拿走店裡的商品，得知商品一切免費的娜美與其夥伴馬上將店內的商品搜括一空，被帕帕克吐嘈「很不要臉」。當龍宮王國的人耳聞雪莉夫人的預言準備拘提眾人時，索隆、娜美、騙人布、布魯克聯手制伏尼普頓與龍宮王國的眾人，被當作劫持龍宮王國的犯人。她趁著索隆與海王星王子鯊星對質時藉機勒索10億貝里，被騙人布出言制止，卻意外得知「海俠」吉貝爾留給草帽海賊團的口信，遂趁著荷帝·瓊斯進犯龍宮城期間透過人魚海咪的幫助，前往海之森林與「海俠」吉貝爾會面。吉貝爾對過去自己沒能阻止惡龍在娜美的故鄉可可亞西村犯下的罪行感到愧疚，並表示願意接受她任何懲處，娜美聽完後非但沒有怪罪吉貝爾還笑容淺談，表示那是惡龍的錯，不怪罪吉貝爾，告訴後者「那不是應當被遺忘的經歷，現在的我很快樂」，令深受娜美溫柔言語感動的吉貝爾含淚跪謝其寬闊心胸。除了和草帽海賊團前往魚協和廣場營救被俘虜的龍宮王國等人與吉貝爾以外，還順勢從新魚人海賊團手中偷得鑰匙和天龍人的書信。慶功宴會結束後，因為聽到格列佛偷走龍宮城的所有財寶，加上尼普頓允諾願意將全數財寶贈於草帽海賊團，馬上命令方才將格列佛踹飛的魯夫以及索隆和香吉士將格列佛捕捉回來，事後得知財寶全部送給了「BIG MOM」的部下時大為震怒並且海扁了3人。
抵達龐克哈薩特後，娜美運用新的氣象招式協助魯夫、索隆、騙人布、羅賓到島上進行調查，卻不慎和香吉士、喬巴、佛朗基吸入不明氣體，被戴著面具的人士關在一棟牢房裡。清醒後一行人順勢帶著一顆會說話的武士頭離開牢房，卻在逃亡途中闖進一群巨大小孩的房裡。娜美得知這群小孩被誘騙至此處監禁，委託夥伴幫忙救出這群小孩，結果一行人逃出建築物的同時遇上了為了捉拿魯夫而來到此處的斯摩洛、達絲琪，以及升遷為新任七武海的托拉法爾加·D·瓦特爾·羅，被羅運用「手術果實」能力和夥伴身心對調，精神轉移到佛朗基的身體，身體則被換成香吉士的精神。之後娜美被雪山兄弟擄走並吊在接近山頂的地方，險遭雪山兄弟痛下殺手之際，魯夫、佛朗基、喬巴、羅趕到現場救了娜美，但由於當時調換到自己身體裡的香吉士並不在場，結果娜美的精神因此被調換到香吉士的身體裡。經過一番轉折，娜美終於和其他失散的同伴會合，並且在羅的協助下順利地回到自己的身體裡，隨即和索隆、騙人布、香吉士、布魯克再次潛入研究所，援救被凱薩囚禁於研究所內的孩童。待研究所裡的眾人順利脫困後，娜美立刻施展「雷霆利刃·天候」，將試圖帶走凱薩的BABY5及水牛擊落地面，和騙人布聊起達絲琪準備幫忙接手照顧餅乾房的孩童時，回憶起生前曾任海軍的養母貝爾梅爾，並認為達絲琪將會是讓人信賴的海軍成員。
千陽號行駛至多雷斯羅薩後，娜美、喬巴、布魯克、桃之助決定留在船上待命和看守千陽號，為了不讓桃之助處於容易胡思亂想的獨處狀態，娜美和喬巴配合桃之助玩起主僕扮演的遊戲，卻被潛入船艙裡的唐吉訶德家族「托雷波爾軍」幹部喬菈將布魯克除外的人員連同船隻變成抽象畫等藝術品。後由於布魯克急中生智誘騙喬菈恢復小提琴和魂之喪劍，並擊敗對方，才令娜美、喬巴、布魯克、桃之助、千陽號恢復原狀，4人聯手痛毆險些致眾人於死地的喬菈，接受羅的指令將船隻駛近格林比特，遭遇多佛朗明哥的襲擊。香吉士、娜美、喬巴、布魯克、桃之助藉著羅的掩護，帶著被送回千陽號的凱薩逃向佐烏，「BIG MOM」旗下的海賊船為了追捕凱薩而尾隨在千陽號的後方。娜美分析到草帽海賊團和多佛朗明哥要爭奪的獲勝王牌分別為「凱薩」、「SMILE工廠」和「桃之助」，但由於「SMILE」製造工廠暫時未被摧毀，所以草帽海賊團必須保住凱薩和桃之助，不讓兩者落入多佛朗明哥的手中。
避開BIG MOM海賊團的追殺後和夥伴抵達佐烏，遭遇被四皇海道的部下追殺的純毛族，娜美決定幫助純毛族，和喬巴成為純毛族的救星，受到純毛族的感謝。多雷斯羅薩事件落幕後，其懸賞金提升至6,600萬貝里，連懸賞單的照片也隨之更新。為了奪回香吉士，跟随魯夫、喬巴、布鲁克、純毛族的凱洛特及佩特羅，和“BIG MOM”的部下波哥姆斯前往“BIG MOM”的根據地。
娜美隨同夥伴抵達圓蛋糕島，偶遇被「BIG MOM」安排和香吉士聯姻的“BIG MOM”第35名女兒夏洛特·布琳，獲知攸關該場聯姻的幕後真相，獲得普琳幫助取得“BIG MOM”根據地的秘密地圖。其後魯夫、娜美、喬巴、凱洛特誤闖誘惑森林，偶遇“BIG MOM”的其中一任丈夫潘德，得知圓蛋糕島和“BIG MOM”的秘密，卻分別遭遇“BIG MOM”第8名女兒夏洛特·布蕾和第10名兒子夏洛特·克力架的襲擊和威脅。雖然魯夫和娜美合作擊退布蕾和克力架，還試圖將香吉士帶回海賊團，結果不但被香吉士嚴詞拒絕，還令獲知此消息的「BIG MOM」為之震怒，命其他子女和旗下成員組成復仇軍隊進行討伐，最終兩人不敵「BIG MOM」軍隊的猛烈攻勢而不支倒地。魯夫和娜美被「BIG MOM」及其子女囚禁城內期間，先前和草帽海賊團立下約定的吉貝爾現身解救包含魯夫和娜美在內所有受囚禁的對象，擊敗“BIG MOM”第8名女兒夏洛特·布蕾的喬巴及凱洛特，則利用布蕾的鏡面果實能力成功接應同行純毛族人佩特羅、魯夫、娜美、吉貝爾、布魯克並說明應對作戰策略。經由吉貝爾牽線，魯夫等人和表面歸順「BIG MOM」實則欲取後者首級的火戰車海賊團船長卡波涅·培基及對「BIG MOM」心生不滿的凱薩·克勞恩結成臨時同盟軍。事後成功救出香吉士與賓什莫克家族的魯夫等人準備逃離萬國托特蘭時，魯夫為阻止「BIG MOM」的旗下追兵透過夏洛特家族第8個女兒夏洛特·布蕾的能力持續穿越鏡面世界襲擊千陽號，獨自前往鏡面世界迎擊夏洛特家族次子夏洛特·卡塔庫栗並委託娜美和其他船員擊碎千陽號的所有鏡子。成功逃離「BIG MOM」及其旗下追兵的追殺後，將原為「BIG MOM」的雷雲「宙斯」收為僕人，並居住在其天候棒中。
在抵達和之國後與錦衛門等人會合，按錦衛門的要求偽裝成女忍者「娜美子」，負責工作是與錦衛門的手下·老資格女忍者忍實行暗中調查。在羅賓形跡敗露時，召喚宙斯使出「忍法．雷霆」攻擊黑炭大蛇。後偕同夥伴進攻鬼島兼營救桃之助期間，宙斯一度被「BIG MOM」奪回，幸好及時因為佛朗基和布魯克現身襲擊「BIG MOM」而暫時脫險。後來和騙人布聯手解救被烏爾緹脅持的玉兒，發現宙斯和天候棒融合的事實，呼喚和命令宙斯擊敗烏爾緹。

## 其他媒體
- 2023年影集《ONE_PIECE》，由艾蜜莉·路德飾演娜美

## 迴響
2024年1月5日，2024年中華民國立法委員選舉台灣基進候選人吳欣岱與前台灣基進黨主席陳奕齊上薩泰爾娛樂脫口秀《賀瓏夜夜秀》，吳欣岱cosplay娜美跳02搖，惡評如潮。1月13日，吳欣岱落選。

## 備註
1. ↑  於岡村明美產休時（《ONE PIECE》動畫第70－78話）代役。
2. ↑  日文中的「泥棒」意即小偷。
3. ↑  「7」和「3」類似娜美的日文發音。
4. ↑  在戰爭中被摧毀。
5. ↑  「7」和「3」類似娜美的日文發音。
6. ↑  娜美最初在橘子鎮時只願意與魯夫短暫「合作」，在「惡龍事件」結束後她才正式加入；所以如果按「正式加入」的時間順序來排，娜美算是第4位正式加入的夥伴，但尾田依然給了她「第2人」的稱謂。
7. ↑  作者尾田榮一郎在單行本SBS專欄裡解釋，這是因為娜美抱持著強烈的「教訓對方的念頭」，才會出現這種情況。